# J. P. Morgan
John Pierpont "J.P." Morgan (17/4/1837 – 31/3/1913) là nhà kinh doanh, tài chính, từ thiện và sưu tập nghệ thuật người Mỹ, và là người có vai trò to lớn trong nền tài chính và công nghiệp Hoa Kỳ cuối thế kỉ 19. Năm 1892, Morgan sắp xếp việc liên hợp hai công ty cơ điện lớn khi đó là Edison General Electric và Thomson-Houston Electric Company thành General Electric. Sau khi đầu tư tài chính vào việc sáng lập nên Công ty Thép Liên Bang (Federal Steel Company), ông tiếp tục sáp nhập nó với Carnegie Steel Company và nhiều công ty sắt thép khác vào thời điểm đó, bao gồm cả Công ty liên hiệp thép và cáp (Consolidated Steel and Wire Company) của William Edenborn để lập nên Tổng công ty Thép Hoa Kỳ.
Trong giai đoạn thịnh vượng nhất trong sự nghiệp vào đầu những năm 90 của thế kỉ 19, Morgan và các đối tác đã đầu tư tài chính vào nhiều tập đoàn lớn và có tác động to lớn tới hệ thống tài chính và cả các thành viên trong Quốc hội Mỹ. Ông chủ trì quá trình liên kết các ngân hàng để chặn đứng cuộc Khủng Hoảng năm 1907, và đóng vai trò dẫn đầu trong Progressive Era. Những nỗ lực của ông trong việc hiện đại hóa và nâng cao năng suất lao động đã góp phần không nhỏ trong quá trình chuyển đổi nhiều doanh nghiệp Hoa Kỳ.
Morgan mất tại Rome, Ý, vào năm 1913 khi 75 tuối, để lại toàn bộ gia sản cho con ông, John Pierpont Morgan, Jr.

## Thời trẻ và học tập
Pierpont (tên Morgan thích được gọi) sinh ra và lớn lên tại Hartford, Connecticut (Hoa Kỳ). Pierpont theo học tại nhiều trường khác nhau do mong muốn của cha ông, Junius Spencer Morgan. Mùa thu năm 1848, Pierpont chuyển tới trường công lập Hartford, rồi tới học viện Tân giáo tại Cheshire (ngày nay gọi là học viện Cheshire). Tháng 9/1851, Pierpont trúng tuyển vào Trường trung học Boston, một trường học đặc biệt tập trung dạy toán cho các thanh niên trẻ nhằm chuẩn bị cho họ kiến thức để hoạt động trong ngành thương mại. Vào mùa xuân nằm 1852, Pierpont mắc chứng thấp khớp khiến ông gần như không đi lại được, và cha ông phải đưa ông tới Azores để chữa trị.
Sau một năm điều trị, Pierpont trở lại trường Trung học Boston để tiếp tục việc học của mình. Sau khi tốt nghiệp, cha ông gửi ông tới Bellerive, một ngôi trường gần làng Vevey của người Thụy Sĩ, và sau khi thành thục Tiếng Pháp, Pierpont tiếp tục được theo học trường đại học Göttingen để học tiếng Đức. Pierpont đạt chứng chỉ tiếng Đức và bằng lịch sử nghệ thuật tại đây, trước khi chuyển tới Wiesbaden để hoàn thành việc học tập của ông.